# ハラシース語
ハラシース語（ハラシースご）は、アフロ・アジア語族のセム語派南方セム語南アラビア諸語に属する言語である。マフラ語と言語的に類似している。ハルスーシ、ヘルシェト、アフォリトともよばれる。オマーンのウスタ地方のジダット・アル＝ハラシース平原で1000人から2000人のハラシース人が用いている。報告によるとハラシース人の言語使用におけるマフラ語の優位性がさらに増大している。また、アラビア語との2言語使用である。

南アラビア諸語の分布地図（黄がハラシース語）